# Eloísa Martín Cantal
Eloísa Martín Cantal (La Malahá, c. 1917 - Barranco de Víznar, 6 de octubre de 1936) fue una modista española, ejecutada durante la guerra civil española.

## Biografía
Nacida en La Malahá, residía en Granada con su familia: su madre Carmen, su padre Francisco y sus hermanos Nicolás, Francisca, Ceferino y Mario Martín Cantal. Era modista de profesión. Ninguna documentación la relaciona con actividad política o sindical. El 7 de septiembre de 1936,  seis o siete hombres acudieron a la casa familiar sita en la calle Navarrete, buscando a su hermano mayor, Nicolás Martín Cantal, miembro del Partido Socialista y de la UGT durante la Segunda República española, que en ese momento estaba escondido en la casa de una tía. Finalmente, los hombres se llevan a Eloísa Martín Canal en su lugar.
Fue internada en la cárcel convento para mujeres de la Cuesta de San Gregorio en el Albaicín. El 6 de octubre de 1936 fue transportada junto con otras 12 mujeres hasta el Barranco de Víznar donde fueron ejecutadas. Eloísa Martín Canal era la menor del grupo, falleciendo a los 19 años de un disparo que recibió en la cabeza a corta distancia. Fue el primer grupo de mujeres de las al menos 39 ejecutadas en el Barranco de Víznar cuyos nombres se documentaron formalmente.
Su padre, inscribió su fallecimiento en 1955. En 2023, fue la primera mujer en ser identificada entre los ejecutados por el franquismo en el Barranco de Víznar por el equipo de la Universidad de Granada y la documentalista Silvia González Alcalde, especializada en represaliadas por el franquismo en Granada. El 4 de enero de 2025, sus restos mortales le fueron entregados a su hermano Mario Martín Cantal.

## Homenajes
En noviembre de 2010, el nombre de Eloísa Martín Cantal fue incluido en una placa instalada en memoria de las 12 mujeres ejecutadas en Víznar, junto al de Ana Estévez Flórez, Ascensión Collante Rosillo, Teresa Gómez Juárez, Ascensión Garrido Jaimez, Adoración Muñoz María, Francisca Fernández Navarro, Candelaria Reyes Martín, Enriqueta García Plata, Josefa Puertas Salinas, María Delgado Zapata y Encarnación Estévez Martín.
En enero de 2025, el Ayuntamiento de Víznar realizó un homenaje a Eloísa Martín Cantal durante el acto de entrega de sus restos mortales a su hermano.